# A Sétima Efervescência
A Sétima Efervescência é o álbum de estreia do músico brasileiro Júpiter Maçã, ex-membro das bandas TNT e Os Cascavelletes. Foi gravado em agosto de 1996 nos estúdios da ACIT, em Porto Alegre, e lançado pelo selo Antídoto em dezembro de 1997. No ano seguinte, o álbum foi distribuído nacionalmente pela PolyGram. Produzido por Egisto Dal Santo e pelo próprio cantor, o álbum possui influências da música psicodélica da década de 1960, especialmente dos Beatles e de Syd Barrett (Pink Floyd).
Algumas canções do álbum, como “Um Lugar do Caralho” e “Miss Lexotan 6 mg Garota”, foram regravadas por outros artistas. Nesses casos, respectivamente, por Wander Wildner e a banda paulistana Ira!. “Miss Lexotan” chegou a aparecer entre as 15 canções mais executadas da rádio porto-alegrense Ipanema FM, em 1998, e ganhou um videoclipe. Outros singles do álbum incluem “Eu e Minha Ex”, “As Tortas e as Cucas” e “Querida Superhist x Mr. Frog”.
Considerado um dos álbuns mais importantes do rock brasileiro, A Sétima Efervescência foi eleito um dos cem maiores discos da música brasileira, em lista publicada em 2007 pela revista Rolling Stone Brasil, ficando na posição 96. No mesmo ano, o álbum foi classificado como o maior do rock gaúcho pela revista Aplauso. Em 2022, o álbum apareceu no livro 100 Grandes Álbuns do Rock Gaúcho, de Cristiano Bastos, ficando na segunda posição.

## Antecedentes
Durante a década de 1980, Júpiter Maçã, então conhecido apenas pelo nome Flávio Basso, foi membro das bandas TNT e Os Cascavelletes, muito conhecidas no estado do Rio Grande do Sul. Na década seguinte, decidiu iniciar carreira solo sob o pseudônimo de “Júpiter Maçã”, lançando seu primeiro álbum, Júpiter Maçã & Os Pereiras Azuiz (1995). Desde então, optou por se distanciar do glam rock dos Cascavelletes, trazendo sua carreira para o folk, depois para o rock psicodélico e traçando um paralelo entre as culturas britânica e brasileira, com canções derivadas da psicodelia dos anos 1960 e da Jovem Guarda.
O produtor do álbum, Egisto Dal Santo, disse que Flávio queria que “as gravações fossem como se eles estivessem em 1969”. Por conta disso, Egisto decidiu usar apenas equipamentos analógicos no estúdio. Segundo o jornalista cultural Roger Lima, as sessões de gravação foram realizadas nos estúdios da ACIT durante o mês de agosto de 1996, entre meia-noite e oito horas da manhã. Para que chegassem ao resultado, foram necessárias mais de 200 horas de estúdio. O álbum foi gravado e mixado em 24 canais, em sistema analógico.
Grande parte das canções já haviam sido lançadas em versões demo no álbum Júpiter Maçã & Os Pereiras Azuiz, de 1995, gravado na Rádio Brasil 2000. Quando foram regravadas, as canções ganharam arranjos orquestrais de Marcelo Birck. O disco ainda conta com as participações de Frank Jorge e Alexandre Barea, ex-membros dos Cascavelletes. No encarte, Júpiter Maçã agradece aos “gnomos de estúdio que mexiam nos controles, sem autorização, para melhores resultados”.
A Sétima Efervescência foi finalmente lançado em dezembro de 1997, apenas regionalmente. Alguns singles lançados incluem “Um Lugar do Caralho”, “Miss Lexotan 6 mg Garota” (acompanhada de um videoclipe), “Eu e Minha Ex”, “As Tortas e as Cucas” e “Querida Superhist x Mr. Frog”. No ano seguinte, “Miss Lexotan” foi incluída na coletânea Ipanema FM — As 15 Mais. Também em 1998, no mês de julho, o álbum foi distribuído a nível nacional, pela gravadora PolyGram. À época, um texto da jornalista Bruna Monteiro de Barros para a Folha de S.Paulo destacou a carreira do cantor.

## Estilo e legado

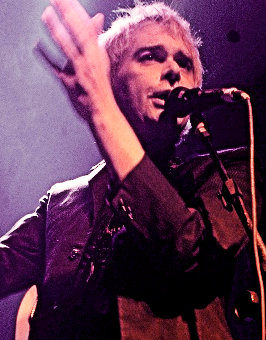
Júpiter Maçã em 2007.

O álbum resgata, principalmente, a sonoridade das bandas psicodélicas da década de 1960. O gênero do álbum foi definido como rock psicodélico, acid rock, folk e punk rock, com influências dos Beatles e de Syd Barrett — ambos são citados na letra de “Um Lugar do Caralho”. A faixa é notável por seus timbres de órgão e distorção fuzz na guitarra, e é atualmente considerada um “hino” do rock produzido no Rio Grande do Sul.
“Eu e Minha Ex” conta com um arranjo orquestral inspirado em canções tropicalistas, enquanto “Miss Lexotan 6 mg Garota” tem forte influência nas baladas dos Beatles. “As Tortas e as Cucas” e “Querida Superhist x Mr. Frog” têm letras surrealistas. “Walter Victor”, que cita um homem com problemas de dependência química, é uma das canções inspiradas em Syd Barrett. “Pictures and Paintings” é inspirada pelo punk rock. “Sociedades Humanóides Fantásticas”, um tema experimental, se enquadra no gênero acid rock.
Segundo o escritor Cristiano Bastos, assim que A Sétima Efervescência foi lançado, teve uma influência sem precedentes no comportamento dos jovens porto-alegrenses:

"Em Porto Alegre, o impacto de A Sétima Efervescência extrapolou as esferas musicais e passou a ditar mudanças de caráter visual: desde então, as ruas da capital (e do bairro Bom Fim, em especial) foram tomadas de assalto por esquadrões de jovens metidos em terninhos de brechó e penteados beatle. Muitos formaram bandas que emulam as simbologias mod resgatadas do túnel do tempo por Júpiter Maçã."— Cristiano Bastos
Com o passar dos anos, o álbum foi reconhecido pela crítica como um marco do rock brasileiro, tendo influenciado diversos músicos. Em 2007, a revista Rolling Stone Brasil elegeu o álbum como um dos cem maiores da música brasileira, na posição 96. No mesmo ano, a revista Aplauso considerou o álbum o maior do rock gaúcho. O disco também aparece no livro 100 Grandes Álbuns do Rock Gaúcho (2022), de Cristiano Bastos, na segunda posição, atrás de O Futuro é Vortex (1986), da banda Os Replicantes.
“Um Lugar do Caralho” foi regravada pelo músico gaúcho Wander Wildner em seu primeiro álbum solo, Baladas Sangrentas (1996), “Miss Lexotan 6 mg Garota” foi regravada pela banda paulistana Ira! no álbum Você Não Sabe Quem Eu Sou (1998). “Eu e Minha Ex” foi regravada pelo músico carioca Rogério Skylab no álbum ao vivo Trilogia dos Carnavais: 25 Anos de Carreira ou de Lápide (2016).
Em 2015, “Um Lugar do Caralho” foi incluída na trilha sonora da telenovela Verdades Secretas, da TV Globo. Em 2018, ano em que Júpiter Maçã completaria 50 anos, o álbum foi remasterizado a partir das fitas master originais e relançado em disco de vinil duplo, pela gravadora Monstro Discos. O álbum ainda não foi reeditado em formato CD.

## Lista de faixas
Todas as faixas compostas por Júpiter Maçã, exceto “The Freaking Alice”, composta em parceria com Egisto Dal Santo.
| N.º            | Título                                     | Duração |  |
| 1.             | "Um Lugar do Caralho"                      | 4:58    |  |
| 2.             | "As Tortas e as Cucas"                     | 4:39    |  |
| 3.             | "Querida Superhist x Mr. Frog"             | 5:40    |  |
| 4.             | "Pictures and Paintings"                   | 3:09    |  |
| 5.             | "Eu e Minha Ex"                            | 5:52    |  |
| 6.             | "Walter Victor"                            | 3:43    |  |
| 7.             | "As Outras que Me Querem"                  | 2:43    |  |
| 8.             | "Sociedades Humanoides Fantásticas"        | 6:42    |  |
| 9.             | "O Novo Namorado"                          | 3:12    |  |
| 10.            | "Miss Lexotan 6 mg Garota"                 | 4:57    |  |
| 11.            | "The Freaking Alice (Hippie Under Groove)" | 5:09    |  |
| 12.            | "Essência Interior"                        | 7:00    |  |
| 13.            | "Canção para Dormir"                       | 3:13    |  |
| 14.            | "A Sétima Efervescência Intergaláctica"    | 2:38    |  |
| Duração total: | Duração total:                             | 60:55   |  |

## Ficha técnica
| - Júpiter Maçã – vocal, guitarra, violão, craviola, gaita, percussão, produção, mixagem, arte da capa - Gustavo Dreher – gravação, mixagem, flauta (faixas 2, 10 e 13), vocal (faixa 5), arranjos (faixas 10 e 13) - Thomas Dreher – masterização - Egisto Dal Santo – bandolim, vocal de apoio, produção, mixagem - Glauco Caruso – bateria - Emerson Caruso – baixo - Frank Jorge – teclados (faixas 1 e 9) - Alexandre Barea – bateria (faixa 8) | - Marcelo Birck – arranjos orquestrais (faixa 5) - Jefferson Gross – violoncelo (faixa 5) - Hein Wentz – violino (faixa 5) - Ricardo Frantz – violino (faixa 5) - Luciano Zanatta – sax alto (faixa 5) - Evandro Matté – trompete (faixa 5) - Adolfo Almeida Júnior – fagote (faixa 5) - Cristina Birck – violoncelo (faixa 5) |